# Купена
Купена е името на резерват в България.

## Основаване и статут
Обявен е на 24 ноември 1961 на Главно управление на горите. Уникалността на природните екосистеми е оценена от ЮНЕСКО и той е включен в листата на биосферните резервати с решение от 1 март 1977 г. до 2017 г. Площта на резервата е включена в границите на потенциална защитена зона „Западни Родопи“, част от Европейската екологична мрежа НАТУРА 2000.

## Местонахождение
Разположен е в северните части на Баташката планина, в близост до град Пещера, по северните склонове на Родопите. Обхваща площ от 1759,2 ha с надморска височина от 600 до 1400 m. През резервата преминава голямото вододелно било, което започва от връх Баташки снежник и се спуска на североизток между река Въча и Стара река. Склоновете са стръмни и трудно достъпни. Релефът на резервата не е особено силно разчленен, но е богат на много различни карстови форми. В резервата са разпространени три типа почви: кафяви горски, канелени и хумусно – карбонатни. Специални ботанически и зоологически проучвания на резервата не са провеждания. Но със сигурност може да се очаква, при обстойни проучвания, да се установят много нови редки и интересни растения и животни.

## Флора
Надморската височина на резервата е малка, затова голяма част от територията на Купена е заета от широколистни гори. Горите са най-вече от букови дървета. Характерни за резервата са смесените гори от черен бор и воден габър. Срещат се голям брой храсти – глог, шипка, дрян, люляк, леска и др.
От досегашните проучвания на дървесните видове са установени следните видове: Бял бор (Pinus sylvestris L.), Черен бор (Pinus nigra), Обикновена ела (Abies alba), Червена хвойна (Juniperus communis), Бук (Fagus sylvatica), Зимен дъб (Quercus sessiliflora), Едролистна липа (Tilia grandifolia), Клен (Acer campestre), Шестил (Acer platanoides), Явор (Acer pseudoplatanus), Мъждрян (Fraxinus ornus), Обикновен габър (Carpinus betulus), Келяв габър (Carpinus orientalis), Дива череша (Prurnus avium), Бреза (Betula alba), Трепетлика (Populus tremula), Бряст (Ulmus foliacea), Черна елша (Alnus glutinosa), Кукуч (Pistacia terebintus), обикновен воден габър (Ostrya carpinifolia).
Основния вид в ниските части е Зимния дъб от 400 m докъм 1000 m. Средната възраст на горите, които съставя, е около 60 – 70 години. Много интересни са съобществата, които образува зимния дъб с други видове – зимен дъб и бял бор, зимен дъб и бук, зимен дъб и габър и др., някои от които са много рядко срещани на други места в страната. В най-голяма степен това важи за зимнодъбово – бялборовите съобщества. Във високите части на резервата големи съобщества образува Букът. Горите му започват от 900 m до почти 1400 m. Средната възраст на горите му е около 80 – 140 години, но се срещат и 160 – 170 – годишни дървета. Буковите гори рядко са чисти. Най-често той образува смесени гори с други видове. Най-разпространенинте смесени гори са на бука с Белия бор. Други смесени съобщества бука образува с елата, зимния дъб, габъра и др. На второ място по разпространение в резервата са съобществата от Бял бор. Между 1100 и 1400 m. Интересна особеност на резервата са съобществата на Елата, които заемат трето място по големина и са разположени между 1100 и 1400 m. н.в. Съобщества образува и Черния бор в ниските и скалисти части.

## Фауна
От интересните животински видове на първо място е дивата коза (Rupicarpa rupicarpa). Числеността ѝ през 80-те години на миналия век е достигнала около 100 индивида, но поради бракониерски лов в началото на 90-те години е поставена пред прага на пълно унищожение. Сега е останало съвсем малко стадо.
Във високите части се среща Кафява мечка (Ursus arctos), Дива свиня (Sus serofa), сърна (Capreolus capreolus) и др. От защитените земноводни присъства Дъждовникът (Salamandra salamandra). Освен това са установени дива котка (Felis silvestris), катерица (Sciurus vulgaris), благороден елен (Cervus elaphus) и др.

## Природни забележителности
В буферната зона на резервата се намира пещерата Снежанка.